# بانک ایران زمین
بانک ایران زمین یک بانک ایرانی است. سهام این بانک در سال ۱۳۹۰ در بازار بورس اوراق بهادار تهران عرضه شد این بانک‌ پیرو موافقت اصولی آبان ماه سال ۸۷ بانک‌ مرکزی جمهوری اسلامی ایران از ارتقای موسسه مالی و اعتباری مولی الموحدین به بانک تاسیس شد  . هم اکنون  شعبهٔ مرکزی بانک ایران زمین در شهر تهران قرار دارد. این بانک هم‌اکنون مالک شبکه‌ای از 262 شعبه در ایران می‌باشد. این بانک در ۸ اکتبر ۲۰۲۰ توسط وزارت خزانه‌داری آمریکا مورد تحریم قرار گرفت.

## تاریخچه
مؤسسهٔ مالی و اعتباری مولی الموحدین در سال ۱۳۷۷ توسط جمعی از سرمایه‌گذاران و تعاونگران ایرانی در استان خراسان تأسیس شد و با ۴۰۰ شعبه در کشور فعالیت می‌نمود.
در اسفند ماه ۱۳۸۹، مؤسسهٔ مولی الموحدین به دستور بانک مرکزی مأمور ساماندهی تعاونی فاقد مجوز بهمن ایثار گردید و کفالت آن را عهده‌دار شد. تعاونی اعتبار بهمن ایثار به دلیل اختلاس برخی از مدیران، تخصص کم و عدم آشنایی مسئولان تعاونی با بازار پول و سرمایهٔ کشور باعث ایجاد مشکلات شده بود و این موضوع باعث ایجاد تجمعات غیرقانونی و اغتشاش در شهرهای مختلف کشور گردید. مؤسسهٔ مالی و اعتباری مولی الموحدین از محل منابع نقدی خود بدون حمایت ارگان‌های دولتی نسبت به تأمین وجوه سپرده‌گذاران و برگشت سپرده‌های مردم از طریق ۱۶۰ شعبه که مبلغ چهار هزار و ۱۸۰ میلیارد ریال بود اقدام نمود. در اسفند ۱۳۸۹ مؤسسهٔ مالی و اعتباری مولی الموحدین با موافقت بانک مرکزی به بانک ارتقا پیدا کرد و به بانک ایران زمین تغییر نام داد.

### تحریم
بانک ایران زمین از جمله بانک‌هایی می‌باشد که در ۸ اکتبر ۲۰۲۰ توسط وزارت خزانه‌داری آمریکا مورد تحریم قرار گرفت و در فهرست سیاه این وزارت قرار گرفت.

## شرکت های زیر مجموعه
برخی شرکت های زیر مجموعه و درصد مالکیت آن ها :
- توسعه تجارت داتام (۱۰۰ درصد)

- سرمایه گذاری ایران (۳۵.۹۵ درصد)
- بیمه آرمان (۱۹.۷۸ درصد)
- آی اف اس کیش (۱۸.۶۵ درصد)
- تأمین آتیه سرزمین ایرانیان (۱۰۰ درصد)
- پاک انرژی نیکو گستر (۹۹.۹ درصد)

## اهداف
اهداف بانک ایران زمین عبارتند از :
- توسعه فرهنگ کسب و کار خصوصی.
- بسط و گسترش بازار هدف و افزایش روزمره فعالیتهای تجاری، تولیدی و خدماتی، از طریق انجام فعالیتهای اعتباری و اعطای تسهیلات.
- تجهیز منابع و هدایت آنها به جانب فعالیتهای مولد در بخشهای مختلف بازرگانی، تولیدی و خدماتی و مسکن و ساختمان.
- ارائه خدمات پولی کارآمد به دارندگان منابع مالی ، کارآفرینان و متقاضیان ذیصلاح (واجد شرایط).
- توسعه، عرضه و خلق ابزارهای نوین بانکی و شناسایی و اجرای شیوه های جدید تجهیز و تخصیص منابع.
- بهره برداری و استفاده بهینه از فرصتهای محیطی، جهت حفظ و افزایش سرمایه های مشتریان و سهامداران.
- فراهم آوردن سود بالاتر برای سپرده گذاران و سهامداران.
- کسب اعتبار و حسن شهرت برای بانک در کلیه فعالیتها و ایجاد زمینه های لازم جهت رشد کمی و کیفی بانک.
- سبقت از رقبا در بازار پول و سرمایه از طریق شناسایی فرصتها و تهدیدها و بهره برداری مناسب و بهینه فرصتها.
- جلب اعتماد مردم و رضایتمندی مشتریان.